# John Harold Abram
John Harold Abram (* 25. Juni 1877 in St Leonards-on-Sea, Sussex, England, Vereinigtes Königreich Großbritannien und Irland; † 23. Dezember 1900 in Hastings, East Sussex, England, Vereinigtes Königreich Großbritannien und Irland) war ein britischer Pianist, Organist, Dirigent und Komponist.

## Leben
John Harold Abram war der Sohn des Komponisten John Abram und seiner Frau Ann Pierce (1836–1921). Die Pianistin Anne Grace Abram (1876–1954) war seine Schwester. 1888 erlangte im Alter von elf Jahren ein Stipendium als Chorister beim Chor der St Paul’s Cathedral in London. Sein Vater hatte ihn auf die Prüfung am 5. Juli 1888 vorbereitet. Seine musikalischen Fähigkeiten im Instrumentalspiel auf Orgel, Klavier und Violine seien bemerkenswert gewesen. Der Umfang seiner Knabenstimme habe zweieinhalb Oktaven (g bis d''') umfasst. Fünf Jahre lang war Chorister und Internatsschüler an St Paul’s. Einer seiner Lehrer war George Martin (1844–1916). Orgelunterricht nahm er bei Frank Bates (1856–1936) an der Kathedrale von Norwich und bei William Stevenson Hoyte an der All Saints Church in der Margaret Street in London. Da er an Diabetes erkrankte musste er sein Studium aufgeben und ging zu seiner Familie nach Hastings zurück. Hier unterstützte er seinen Vater als Organist an der All Saints Church und als Pianist und Dirigent bei den Promenadenkonzerten an der Hastings Pier. Sein letzter bekannter öffentlicher Auftritt war am 1. September 1900. Er starb am 23. Dezember 1900 im Alter von 23 Jahren im Haus seines Vaters in Cornwallis Gardens in Hastings an den Folgen seiner Diabeteserkrankung. Er wurde auf dem Boulder Cemetery in Hastings beigesetzt.

## Werke (Auswahl)
- Robinson Crusoe and his man Friday, Pantomime, Text: J. D. Hunter. Musik: Harold Abram. Das Werk wurde am 26. Dezember 1899 im Kursaal des Pantomime in Hastings aufgeführt.[3]
- L’Avance, l’attaque. Marsch für Orchester. Das Hastings Pier Orchestra führte das Werk am 16. Juli 1900 bei den Promenadenkonzerten an der Hastings Pier in Hastings auf.[4][5]
- Swanee River. Barn dance. Ausgaben für Septett und für Orchester. Das Werk wurde in The Orpheus Orchestral Journal von Orpheus Music Publishing in London publiziert. Das Werk wurde bei den Promenadenkonzerten vom Hastings Pier Orchestra am 1. September 1900 unter der Leitung seines Vaters aufgeführt. Die Zugabe des Werks dirigierte Harold Abram selbst.[6]
- The Seaside Belle. Barn dance. Das Werk wurde am 31. Juli 1900 bei den Promenadenkonzerten vom Hastings Pier Orchestra unter der Leitung Harold Abrams aufgeführt.[7] Fassung für Klavier bei W. Paxton & Co. in London OCLC 222059721

## Rezeption
- In einem Nachruf im Hastings and St Leonards Observer vom 29. Dezember 1900 wird Harold Abram als composer of ability [fähiger Komponist] bezeichnet, der some very popular pieces [einige populäre Stücke] geschrieben hätte.[8]